# Lisa Tickner
Lisa Tickner (geboren 21. Dezember 1944) ist eine britische Kunsthistorikerin.

## Leben
Lisa Tickner studierte zunächst Bildende Kunst an der Hornsey School of Art, der Kunsthistoriker Nikolaus Pevsner motivierte sie zum Studium der Kunstgeschichte, und sie wurde 1970 mit einer Dissertation zum Arts and Crafts Movement  promoviert. Tickner begann 1968 als Lecturer für Kunstgeschichte am Hornsey College of Art, das später in die Middlesex University aufging. 1992 wurde sie dort zur Professorin berufen und 2007 emeritiert. Seit 2007 lehrt als Gastprofessorin, seit 2014 als Honorary Professor am Courtauld Institute of Art.
1977 stellte sie bei der Konferenz der Association of Art Historians (AAH) ihr Papier The Body Politic: Female Sexuality and Women Artists Since 1970 vor, das anschließend in der neu gegründeten Zeitschrift Art History publiziert wurde. Ihr erstes Buch The Spectacle of Women über die Bilderwelt der Suffragetten zwischen 1907 und 1914 erschien 1988 und wurde zu einem Standardwerk sowohl für das Thema als auch für die wissenschaftliche Methode.
Tickner war von 2007 bis 2015 Mitglied der Blue-Plaque-Auswahlkommission des English Heritage Trust. Im Jahr 2008 wurde sie zum Fellow der British Academy gewählt. Seit 2010 ist sie Trustee des Art Fund.
Tickner ist mit dem Museumsleiter Sandy Nairne verheiratet, sie haben zwei Kinder.

## Schriften (Auswahl)
- Kate Walker. Portrait of the Artist as a Young Housewife, in: Studio International 193, 1977, S. 188–190.
- Lisa Tickner, Margaret Walters: Women's images of men. Ausstellungskatalog, Institute of Contemporary Arts London, 1980
- Sexuality and/in Representation: Five Brtitish Artists [1984]. In: Donald Preziosi (Hrsg.): The art of art history : a critical anthology. Oxford : Oxford Univ. Press, 1998 ISBN 0-19-284242-0 S. 356–369
- The spectacle of women : imagery of the Suffrage Campaign 1907–14. London : Chatto & Windus, 1987 ISBN 0-7011-2952-2
- Feminismus, Kunstgeschichte und der geschlechtsspezifische Unterschied. In: Kritische Berichte. Ulmer Verein für Kunst- und Kulturwissenschaften. 18.1990, 2, S. 5–36
- Men's work? : masculinity and modernism. In: Differences : a journal of feminist cultural studies, v.4 no. 3. Bloomington, Indiana : Indiana University Press, 1992
  - Männerarbeit? : Männlichkeit und Moderne. In: Beate Söntgen (Hrsg.): Rahmenwechsel. 1996, S. 254–296
- Modern Life & Modern Subjects: British art in the early 20th century. New Haven : Yale University Press, 2000 ISBN 0-300-08350-5
- Dante Gabriel Rossetti. London : Tate, 2003
- Mediating Generation: The Mother-Daughter Plot, in: Carol Armstrong, Catherine de Zegher (Hrsg.): Women Artists at the Millenium. MIT Press, 2006, S. 84–120
- The Kasmin Gallery, 1963–1972. Oxford Art Journal, vol. 30 no. 2, 2007, S. 233–268
- Hornsey 1968: The Art School Revolution. London: Frances Lincoln, 2008
- Bohemianism and the Cultural Field: Trilby and Tarr. In: Art History, vol. 34 no. 5 2011, S. 978–1011
- Celebrating women in the humanities and social sciences: Virginia Woolf and Nancy Spero. British Academy Review, 20, Summer 2012, S. 28–31
- mit David Peters Corbett (Hrsg.): British Art in the Cultural Field, 1939–1969. Oxford : Wiley-Blackwell, 2012 ISBN 9781118275849